# Ulica Spokojna w Warszawie
Ulica Spokojna – ulica na warszawskim osiedlu Powązki w dzielnicy Wola. Biegnie od ul. Okopowej i kończy się ślepo przy dawnych Miejskich Zakładach Sanitarnych. 

## Historia
Ulica powstała w miejscu znanym jako Kaźnica gdzie wykonywano wyroki śmierci, w tym też miejscu mieścił się hycel uśmiercający bezpańskie psy. W tamtych czasach był to trójkąt ulic Spokojnej, Kolskiej i nieistniejącej już ul. św. Kingi. Ulica sąsiaduje z cmentarzem Powązkowskim oraz cmentarzem żydowskim.
Nazwę ulicy nadano w 1908.

## Ważniejsze obiekty
- Kamienica „Spokojna” (nr 7, powstała w 1903)
- Zespół Szkół Fototechnicznych (nr 13)
- Dawny kompleks Miejskich Zakładów Sanitarnych (nr 15). Siedziba Wydziału Sztuki Mediów i Wydziału Rzeźby Akademii Sztuk Pięknych w Warszawie

## Obiekty nieistniejące
- Kamienica pod nr 3, powstała około 1910 (rozebrana w 2009)[1]